# Cosprons
Cosprons est un hameau situé sur les hauteurs de la commune de Port-Vendres, dans le département français des Pyrénées-Orientales.

## Géographie
Cosprons est situé sur les contreforts du massif des Albères. Il surplombe la baie de Paulilles et la côte Vermeille, rivage rocheux formé par la rencontre de la mer Méditerranée et des Pyrénées.

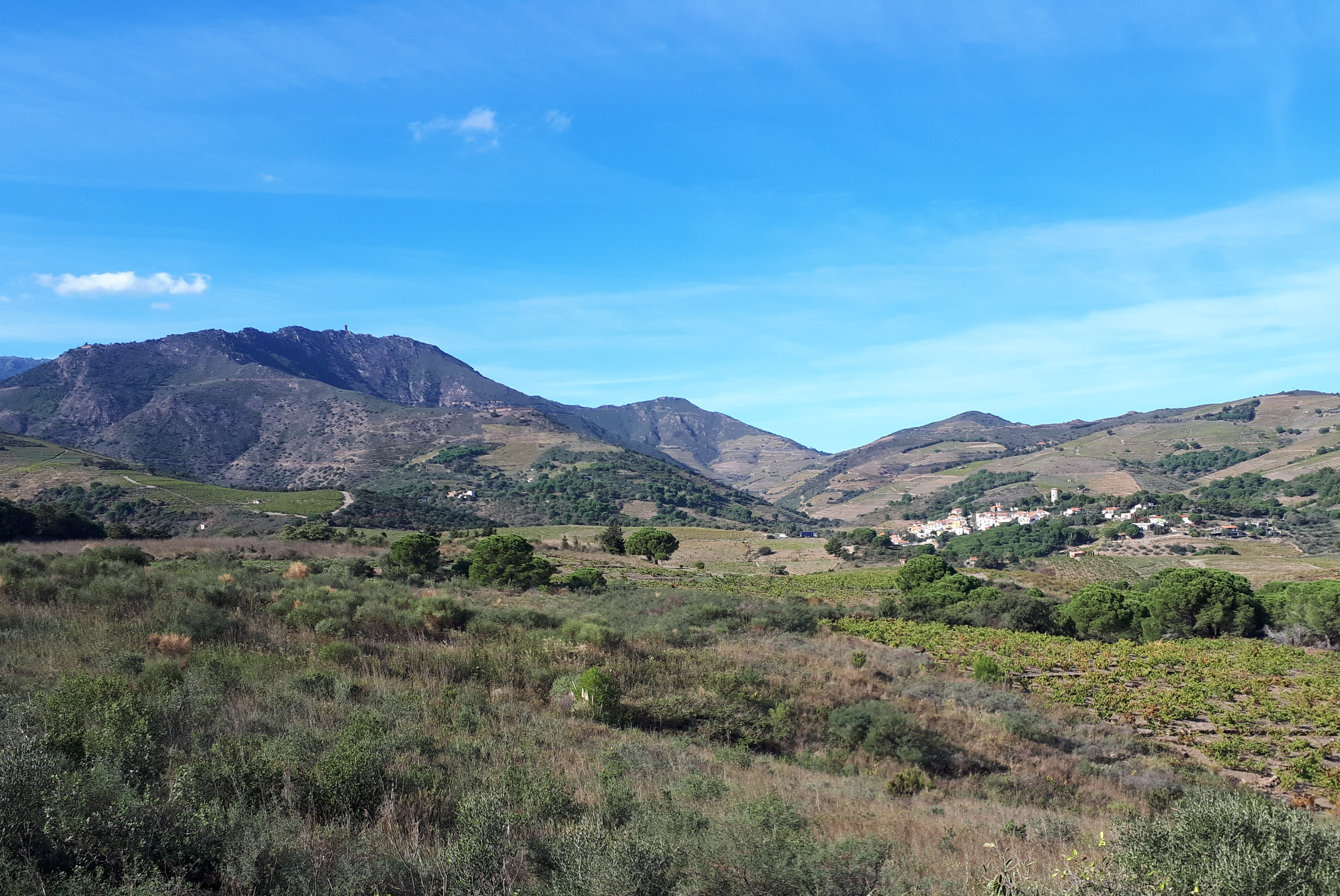
Hameau de Cosprons (à droite) et la tour Madeloc (à gauche).

Le seul accès routier au village se fait par la route départementale D86a, en quittant la Route nationale 114 (route reliant Perpignan à Cerbère) à hauteur de Paulilles. Plusieurs sentiers balisés permettent, à partir de Cosprons, de rejoindre à pied Port-Vendres, Paulilles et Banyuls-sur-Mer. Un autre sentier de randonnée, vers l'amont rejoint le GR 10 par une montée longue d'environ 4,5 km pour 450 m de dénivelé, au coll dels Gascons.

## Toponymie
Le nom catalan Cosprons provient du latin Collis Profundis (« cols profonds », c'est-à-dire étroits) qui apparaît dans un texte de 1197. On rencontre au XIVe siècle les formes Cols Prehons, Cols Presons, Coll Pregons et Cos Peron, puis au XVIe siècle les formes Cosperhons et Cosprons. À partir du XVIIe siècle, les deux formes Cosperons et Cosprons sont en concurrence, y compris en français au moins jusqu'à la fin du XIXe siècle. C'est désormais le nom de Cosprons qui est utilisé aussi bien en français qu'en catalan.

## Histoire
Selon une légende, la formation du village aurait eu lieu à la suite d'un miracle. Un pêcheur de la baie de Paulilles remonta dans ses filets un Christ en croix. Il chargea cette découverte sur son âne pour la ramener à son village. Mais, arrivé au village, l'âne poursuivit son chemin jusqu'en haut d'une colline, où il finit par s'arrêter. Ensuite, l'âne refusa de bouger de cet endroit, ce qui fut interprété comme un signe divin. Les villageois construisirent l'église Sainte-Marie en ce lieu, puis le village de Cosprons se développa autour d'elle. Cette légende est reprise sous une autre forme par l'écrivain Jules Barbey d'Aurevilly, qui visite la Côte Vermeille, dans son deuxième Memorandum daté du 20 septembre 1858 complétant son livre Du dandysme et de George Brummell.
La commune de Port-Vendres est créée en 1823, à partir des villages de Paulilles, Cosprons et Port-Vendres retirés aux communes de Banyuls-sur-Mer et Collioure.

## Économie
Près du hameau de Cosprons se trouve la dernière vinaigrerie artisanale de France en activité.

## Lieux et monuments
- Église Sainte-Marie de Cosprons, église romane située dans le hameau.

## Culture populaire
Littérature
L'écrivain pour enfants Marie Barrère-Affre (1885-1963) prend Ginette de Cosprons comme pseudonyme littéraire pour certaines de ses œuvres.
En 1984, l'écrivain Josep Tolzà (ca) publie un roman, intitulé L'Homme de Cosprons, qui raconte la lutte d'un habitant de ce village contre des promoteurs désirant y construire un complexe immobilier et ainsi, de son point de vue, défigurer le paysage.